# Иннокентий (Порецкий)
Архимандрит Иннокентий (в миру Иван Андреевич Порецкий; 18 мая 1772, Поречье-Рыбное, Московская губерния — 27 февраля 1847, Ростов, Ярославская губерния) — архимандрит Русской православной церкви, настоятель Ростовского ставропигиального первокласснаго Спасо-Яковлевскаго Димитриева монастыря.

## Биография
Родился 18 мая 1772 года в селе Поречье-Рыбное в семье священнослужителя.

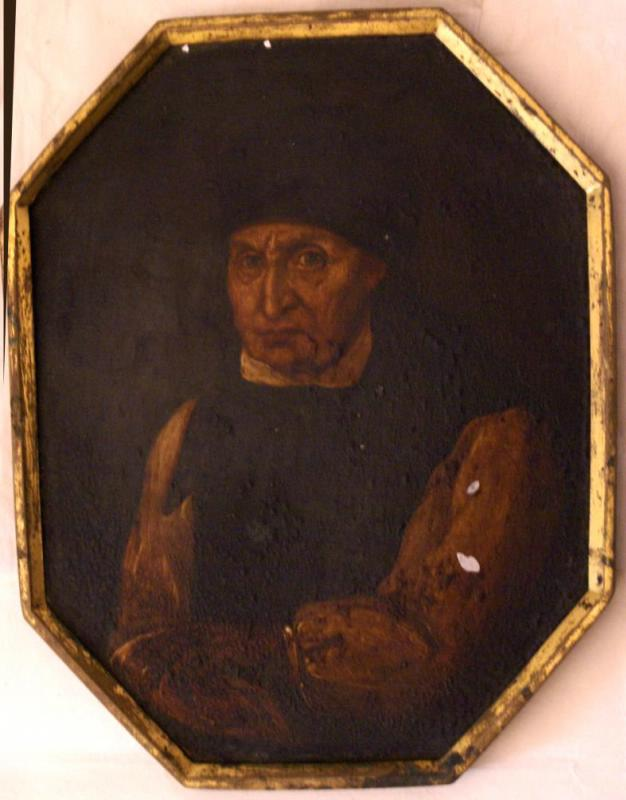
Портрет Домны, матери Иннокентия

В 1793 году закончил философский курс Ярославской семинарии. 29 июня был рукоположён в сан иерея и определён священником в церковь села Поречье Ростовского уезда. С 1801 года исполнял обязанности благочинного.
Овдовев, в 1813 году поступил в ростовский Спасо-Яковлевский монастырь, где 8 сентября 1814 года принял монашество и стал ризничим монастыря.
11 августа 1818 года посвящён во архимандрита и назначен настоятелем монастыря.
Человек болезненный, страдавший язвами на ногах, отец Иннокентий крайне редко мог совершать богослужение; но своею подвижническою жизнью он приобрёл себе огромную популярность. Тысячи богомольцев, посещавшие монастырь, непременно заходили в келию к «батюшке», чтобы получить его благословение, наставление, совет, а иногда и денежную помощь. Его широкая и безусловная благотворительность снискала ему имя «сирот питателя, бедных и бесприютных всегдашнего подаятеля».
23 августа 1823 года монастырь удостоился посещения императором Александром I, пожертвовавшим монастырю полное серебряное церковное облачение.
В Зачатьевском монастыре отец Иннокентий выстроил при соборном монастырском храме ещё другой обширный тёплый храм. За пожертвования в пользу Ярославской семинарии и духовных училищ Ярославской епархии отец Иннокентий получил выражение признательности от комиссии духовных училищ.
За службу был удостоен многих наград, в том числе орденов Святой Анны 2-й степени и Святого Владимира 3-й степени.
Скончался 27 февраля 1847 года. За его гробом шло со слезами несметное количество народа. Согласно собственному завещанию, был похоронен на паперти Зачатиевской церкви, рядом с гробницей старца Амфилохия.